# Palle in canna
Palle in canna (National Lampoon's Loaded Weapon 1) è un film del 1993 diretto da Gene Quintano.
Il film è fondamentalmente una parodia della saga di Arma letale (soprattutto il primo capitolo), benché, come da miglior tradizione dei film comici demenziali di produzione statunitense, si prendano di mira svariate altre pellicole simili e, più in generale, la stessa cultura di massa americana.

## Trama
I protagonisti del film sono due poliziotti: uno bianco, Jack Colt, psicolabile, solitario e insofferente alla disciplina (si direbbe un vero duro, ma a volte l'apparenza inganna) e uno nero, Wes Luger, tranquillo, dalla vita familiare "quasi" normale e che invece è soggetto a delle crisi se cerca di violare qualche regola.
I due indagano sull'omicidio di Billy York, una vecchia collega di Wes; in questa indagine vengono aiutati dall'informatore Becker e dalla bionda Destiny. Dopo aver ricevuto la consulenza dello psichiatra cannibale Leacher, scopriranno che dietro l'omicidio si nasconde un incredibile complotto.

## Citazioni
- Nel distretto di polizia, una donna fornisce l'identikit di un criminale e un uomo realizza un modello con un Mr. Potato. Successivamente un uomo con l'aspetto di Mr. Potato viene arrestato.
- Appena arrivato alla stazione di polizia, Colt viene fermato da Luger perché ha una sigaretta, la scena è ripresa da Arma letale ma in quest'ultimo Martin Riggs viene fermato perché viene visto con una pistola in mano.
- Durante l'interrogatorio, Destiny Demeanor accavalla le gambe come Sharon Stone in Basic Instinct
- Nella sparatoria all'interno del palazzo, Erik Estrada e Larry Wilcox interpretano rispettivamente Francis Poncherello e J. Baker della serie televisiva CHiPs.
- Durante il film ha una breve scena Bruce Willis, che riprende i panni di John McClane, protagonista della serie Die Hard.
- Sollevando un tombino per uscirne Jack Colt vede le Tartarughe Ninja che discutono.
- In una scena al molo un personaggio di spalle molto assomigliante a Braccio di Ferro fischietta il motivetto tipico del personaggio per poi esser portato via di forza da due scagnozzi, gridando "Olivia! Olivia!".
- Prima del combattimento finale, Colt si prepara con abbigliamento militare e armi pesanti, come John Rambo in Rambo 2 - La vendetta.
- Jon Lovitz mischia in una scena i due personaggi interpretati da Joe Pesci in JFK - Un caso ancora aperto e nella serie Arma letale.[senza fonte]
- La scena finale del film, sulle note di Bohemian Rhapsody riprende in pieno la scena iniziale di Fusi di testa.

### Arma letale
- Sia Colt sia Martin Riggs di Arma letale sono due agenti della narcotici.
- Un agente cerca di liberarsi da una camicia di forza così come Martin Riggs, slogandosi una spalla, fa in Arma letale 2.

## Musiche
- You Really Got Me di Ray Davies, eseguita da Denis Leary e Marty Blasick
- We Can Work It Out di John Lennon e Paul McCartney dei Beatles
- I'm Popeye The Sailor Man di Sammy Lerner
- Bohemian Rhapsody dei Queen
- Love kills di Freddie Mercury

## Curiosità
- Jack Colt e Wes Luger portano entrambi cognomi che ricordano due aziende che producono armi da fuoco, rispettivamente Colt's Manufacturing Company e Luger.
- Denise Richards appare per la prima volta in un film. È stata la moglie di Charlie Sheen, anche lui nel film e, a sua volta, fratello del protagonista Emilio Estevez.
- Il film è dedicato alla memoria del direttore del suono John Coffey, come si legge nei titoli di coda.